# Las Herencias
Las Herencias är en ort i Spanien.   Den ligger i provinsen Toledo och regionen Kastilien-La Mancha, i den centrala delen av landet, 120 km sydväst om huvudstaden Madrid. Las Herencias ligger 362 meter över havet och antalet invånare är 749.
Terrängen runt Las Herencias är platt. Runt Las Herencias är det glesbefolkat, med 8 invånare per kvadratkilometer. Närmaste större samhälle är Talavera de la Reina, 13,1 km nordost om Las Herencias. Trakten runt Las Herencias består till största delen av jordbruksmark.